# 餓鬼ノ田圃

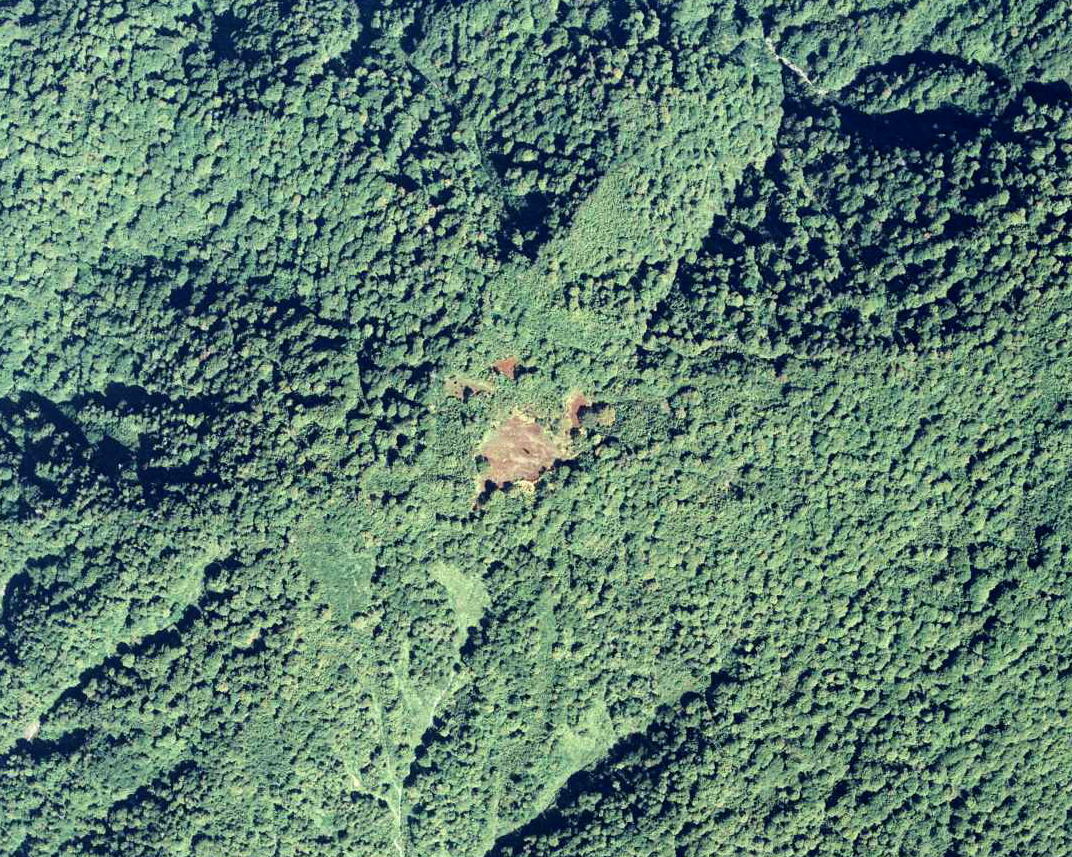
餓鬼ノ田圃の空中写真。画像中央の赤褐色に見える湿原が餓鬼ノ田圃。1977年10月1日撮影。。

餓鬼ノ田圃（がきのたんぼ）とは、富山県黒部市の黒部川流域にある湿地。「餓鬼の田」とは池塘の別名であり、立山弥陀ヶ原東部の地名などに見られる。

## 概要
後立山連峰の餓鬼山中腹にある標高約1,630mの湿地帯で、黒部川流域の険しい山岳地帯に孤立して存在する湿原である。周囲には深い森が広がっている。
同地は富山県黒部市にある黒部峡谷トロッコ電車の終着駅欅平から距離約5km、標高差約1,030mの登山を経ないと到達できない秘境であり、訪問者はほとんどおらず、原生の自然が保存されている。
黒部河川事務所によって雨量観察所が設けられている。
餓鬼ノ田圃のすぐ近くには下餓鬼という二等三角点のある山があるが、湿原との標高差は20mと小さく目立たない山である。
湿地の水質は弱酸性で、降雨したものがそのまま溜まったものと見られる。また、ミズゴケ類の生育状況から湿地の乾燥化が進行しているとされる。

## 自然
餓鬼ノ田圃では水深が低い湿地、平坦地の湿原内に形成された池塘、くぼ地に水が溜まった池など、各止水域によって日当たりなどの条件が若干異なり、生息する昆虫にも差異が見られた。こうした微環境の多様性の高さは、生息する昆虫の多様性の高さにも寄与していると思われる。
また、湿地周辺はブナなどの落葉広葉樹林からコメツガなどの針葉樹林が広がり、巨木も随所に確認された。富山県内ではスギの植林が各地で行われていたが、餓鬼ノ田圃周辺は天然林が残存しているものと思われる。加えて、林床には下草が繁茂しており、近隣県で相次いでいるシカの増加による下草の消失が2018年時点では発生していないことも確認された。

## 生態

### 動物
調査では約340種の昆虫が採集された。注目種としては、メススジゲンゴロウ、カオジロトンボ、オオゴマシジミ、オオトラカミキリが挙げられる。

### 植生
餓鬼ノ田圃の湿地は富山県唯一のオオイヌノハナヒゲ - ヤチスゲ群落があり、ヤチスゲ、オオイヌノハナヒゲ、モウセンゴケ、エゾシロネ、ホソバミズゴケなどが生育している。

## アクセス
黒部峡谷鉄道本線欅平駅から徒歩5km。また、餓鬼山の避難小屋の程近くにある。